# Stabio
Stabio (352 m) is een Zwitserse gemeente met 4491 inwoners (2020) in het district Mendrisio in het kanton Ticino. Het dorp ligt op tien kilometer van Chiasso aan de Italiaanse grens.
Stabio werd al in de tijd van de Romeinen bewoond. De naam van het dorp is afgeleid van het Latijnse woord voor stal stabulum.
De Australische wielrenner Cadel Evans is woonachtig in Stabio.
Stabio registreerde in 2022 61 tropische dagen (30° of meer), het hoogste aantal in Zwitserland sinds het begin der waarnemingen.

## Musea
- Museum van de boerencultuur "Museo della civiltà contadina"

## Geboren
- Emilio Croci Torti (1922-2013), wielrenner